# Freycinetia novoguineensis
Freycinetia novoguineensis är en enhjärtbladig växtart som beskrevs av Otto Warburg. Freycinetia novoguineensis ingår i släktet Freycinetia och familjen Pandanaceae. Inga underarter finns listade.